# Menneskets genetiske variation
Menneskets genetiske variation er de genetiske forskelle i og imellem befolkninger. Der kan være flere varianter af ethvert gen i menneskebefolkninger hvilket fører til polymorfisme. Mange gener er ikke polymorfiske, hvilket betyder at kun en enkelt allel er tilstede i befolkningen: Genet siges så at være fast. I gennemsnit deler mennesker 99,5 % DNA-sekvenser.
Ikke to mennesker er genetiske ens. Selv monozygotiske tvillinger, som udvikler sig fra et zygot, har sjældent forekomne genetiske forskelle, pg.a. de mutationer der opstår gennem udviklingen og ved genetisk kopieringsnummervariation. Forskelle mellem individer, selv tæt relaterede individer, er en del af nøglen til teknikker som genetisk fingeraftryk. Alleler opstår med forskellige hyppigheder i forskellige menneskepopulationer, i populationer hvor der er geografisk og afstamningsmæssigt større afstande, ses der større forskelle.
Årsager til forskelle mellem individer inkluderer uafhængigt sortiment, udveksling af gener under meiose og forskellige mutationsbegivenheder. Der er minimum to årsager til, at der eksisterer forskelle mellem populationer. Naturlig selektion kan medføre en tilpasningsmæssig fordel hos individer i bestemte miljøer, hvis en allele giver konkurrencemæssige fordele. Alleler under selektion sker primært i de geografiske regioner, hvor de medfører en fordel. Den anden primære årsag til genetisk variation er den store grad af neutralitet i de fleste mutationer. De fleste mutationer, der opstår, medfører ingen selektiv effekt hverken den ene eller den anden vej hos organismer. Den primære årsag er genetisk drift, dette er effekten af tilfældigt opståede forandringer i gensammensætninger. Hos mennesker har grundlæggervirkning og tidligere små populationer (øger sandsynligheden for genetisk drift) haft væsentlig indflydelse på neutrale forskelle mellem populationer. Teorien om at mennesket udvandrede fra Afrika støtter dette.
Studiet af menneskets genetiske variation har både evolutionær betydning og medicinsk betydning. Det kan hjælpe med at forstå forhistoriske menneskepopulationers migration, og hvordan forskellige menneskegrupper er biologisk relateret med hinanden. Til medicinsk brug er studiet af menneskets genetiske variation vigtig, fordi nogle sygdomsfremkaldende alleler opstår oftere hos folk i bestemte geografiske regioner. Hvert menneske har i gennemsnit 60 nye mutationer i sammenligning med deres forældre.